# Tipula coloptera
Tipula coloptera är en tvåvingeart som beskrevs av Alexander 1981. Tipula coloptera ingår i släktet Tipula och familjen storharkrankar.
Artens utbredningsområde är Guatemala. Inga underarter finns listade i Catalogue of Life.